# Заря (Староминский район)
Заря — посёлок в Староминском районе Краснодарского края.
Входит в состав Рассветовского сельского поселения.

## География

### Улицы
- ул. Кирова,
- ул. Ленина,
- ул. Мира,
- ул. Щорса.

## Население
| 2002 | 2010 |
| ---- | ---- |
| 261  | ↘251 |